# Evangelische Kirche Uiffingen

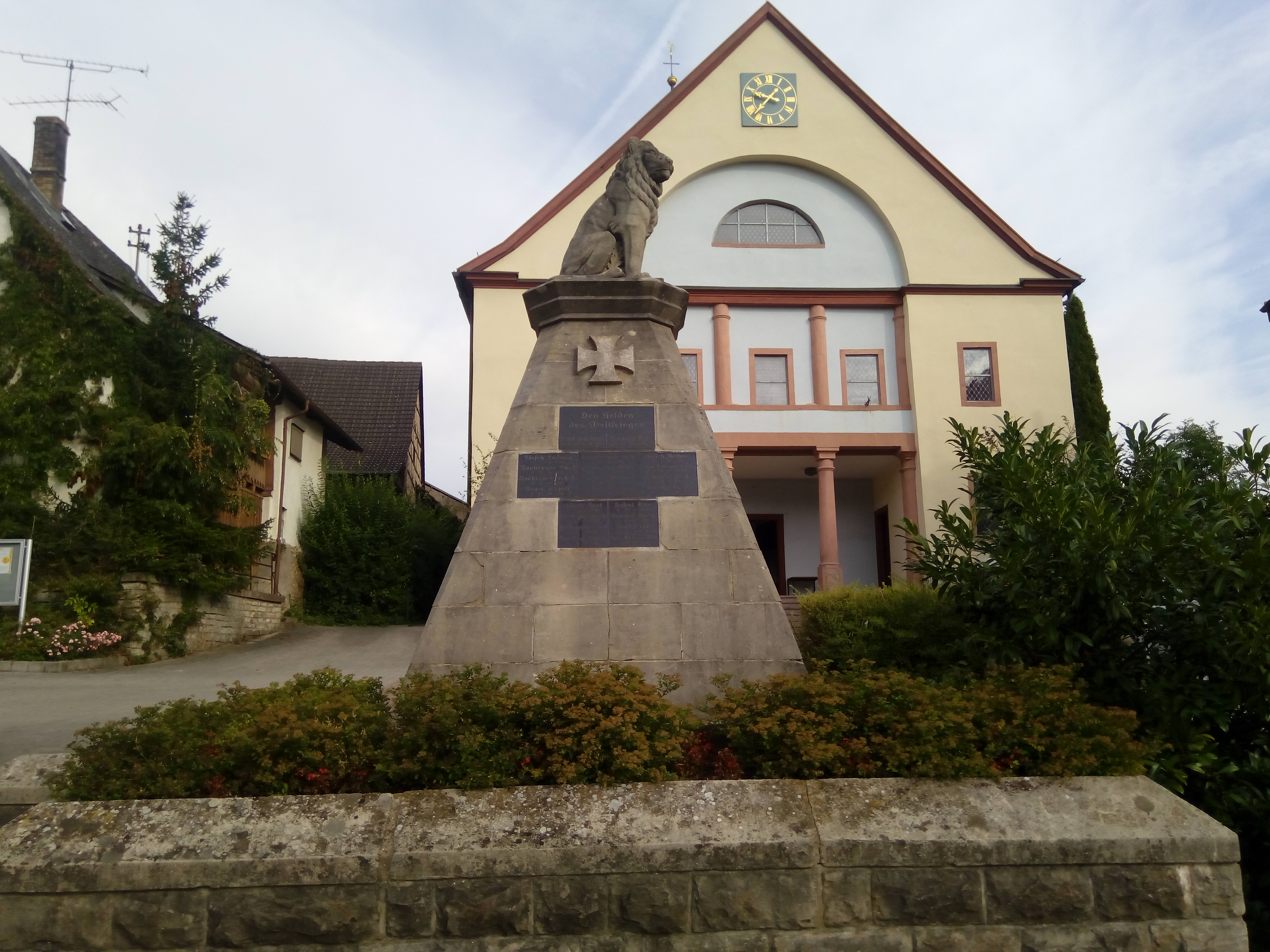
Evangelische Kirche Uiffingen

Die Evangelische Kirche steht in Uiffingen, einem Stadtteil von Boxberg im Main-Tauber-Kreis in Baden-Württemberg. Das Bauwerk ist beim Landesamt für Denkmalpflege Baden-Württemberg als Baudenkmal eingetragen. Die Kirchengemeinde gehört zum Kirchenbezirk Adelsheim-Boxberg der Evangelischen Landeskirche in Baden.

## Beschreibung
Die von Friedrich Weinbrenner geplante Saalkirche wurde 1818 von Georg Seeberger ausgeführt. Sie besteht aus einem Langhaus und im Norden einem Kirchturm über dem Chor. Die Fassade im Süden hat in der Mitte eine von Säulen und Pilastern gegliederte Kolonnade, von der das Portal abgeht. Im Giebel befindet sich ein Zifferblatt. 
Der Innenraum des Langhauses, an dessen Längsseiten Emporen eingebaut wurden, ist mit einer Flachdecke überspannt. Die Orgel wurde 1910 von G. F. Steinmeyer & Co. in ein vorhandenen Prospekt eingebaut.